# Pomares (Arganil)
Pomares ist ein Ort und eine Gemeinde in Portugal.

## Geschichte
Pomares gehörte dem Bischof von Coimbra und war eine Gemeinde des Kreises Avô. Nach der Auflösung des Kreises Avô kam Pomares zum Kreis Arganil.

## Verwaltung
Pomares ist Sitz einer gleichnamigen Gemeinde (Freguesia) im Kreis (Concelho) von Arganil im Distrikt Coimbra. In ihr leben 431 Einwohner auf einer Fläche von 32 km² (Stand 19. April 2021).
Folgende Ortschaften liegen im Gemeindegebiet:
| - Agroal - Bairro da Escola - Barrigueiro - Barroja - Corgas - Covão - Espinho - Foz da Mourisia - Foz de Moura | - Pomares - Portelinha - Porto Silvado - Sobral Gordo - Sobral Magro - Soito da Ruiva - Sorgaçosa - Torrão - Vale do Torno |